# Maggianico
Maggiànico (Magianèch in dialetto lecchese) è  un rione di Lecco che comprende la periferia meridionale del centro abitato.

## Geografia fisica
Si trova circa tre chilometri a sud-est del centro comunale, in una posizione nettamente distinta dal resto della città, essendo (assieme al rione di Chiuso) al di fuori della conca in cui essa è situata, ovvero alle pendici del monte Magnodeno e a ridosso del lago di Garlate.

## Storia
Maggianico nasce come comune indipendente, il quale compare nel 1558 tra gli estimi del Ducato di Milano e nei successivi aggiornamenti fino al XVII secolo. Sempre tra i documenti del Ducato, figura che il 10 giugno 1757 era aggregrato a Belledo, anch'esso attuale rione di Lecco: tale aggregato, salito dai 675 abitanti del 1771 agli 834 del 1803, fu per la prima volta annesso a Lecco nel 1809 da Napoleone, ma ritrovò la sua autonomia nel 1816 complici le politiche restauratrici degli austriaci.
Il paese continuò a crescere raggiungendo le 1156 anime nel 1853. Nel 1869 gli venne aggregato anche il comune di Chiuso, e nell'occasione il municipio riprese il nome ufficiale di Comune di Maggianico, abbandonando il riferimento a Belledo. All'alba del nuovo secolo l'abitato, sempre più florido, aveva raggiunto i 2166 residenti, saliti a 2842 nel 1921, mentre nel 1923 vennero sottratte al territorio comunale alcune frazioni, tra cui Belledo e Sant'Ambrogio, per essere destinate al comune di Lecco, che in quell'anno inglobò quasi tutti i comuni circostanti, cosa che nel 1928 avvenne anche alla stessa Maggianico.
Durante il XIX secolo fu fonte di ispirazione nonché luogo di residenza o di nascita di moltissimi artisti della Scapigliatura di fama internazionale, tra i quali Antonio Ghislanzoni (nato nella frazione di Barco), Antônio Carlos Gomes e Amilcare Ponchielli, i quali fecero ivi costruire due ville ancora oggi esistenti.

## Architetture
Oltre alle già citate ville ottocentesche Gomes e Ponchielli, è presente anche la seicentesca chiesa parrocchiale di Sant'Andrea, al cui interno si possono ammirare opere di Bernardino Luini e Gaudenzio Ferrari.

## Infrastrutture e trasporti

### Ferrovie
Il rione è servito fin dal 1882 dalla stazione di Lecco Maggianico situata in prossimità dello scalo merci ferroviario della città ed è posta sulle ferrovie Milano-Carnate-Lecco. La direttrice è gestita da Trenord nell'ambito di contratto di servizio stipulato con la Regione Lombardia.